# دان سباركس (كرة سلة)
دان سباركس (بالإنجليزية: Dan Sparks)‏ مواليد 17 أبريل 1945 في بلومنغتون، هو مدرب كرة سلة أمريكي ولاعب سابق. بدأ مسيرته الاحترافية في سنة 1968. تم اختياره من قبل فريق سكرامنتو كينغز خلال الدرافت. حمل الرقم 32. يبلغ طوله 6 قدم 8 بوصة (2.0 م). اعتزل اللعب في 1970.

## روابط خارجية
- دان سباركس على موقع سبورتس رفرنس (الإنجليزية)
- دان سباركس على موقع كلية كرة السلة في سبورتس رفرنس.كوم (الإنجليزية)
- دان سباركس على موقع ريلجم (الإنجليزية)
- دان سباركس على موقع بروبوليرز (الإنجليزية)
- دان سباركس على موقع سبورتس رفرنس (الإنجليزية)